# Малышев, Иван Максимович
Иван Максимович Малышев (8 сентября 1923, Вторые Ключики, Красноясыльское сельское поселение — 18 сентября 1993, Вторые Ключики, Красноясыльское сельское поселение) — помощник командира взвода разведки 149-го гвардейского стрелкового полка, гвардии старшина — на момент представления к награждению орденом Славы 1-й степени.

## Биография
Родился 8 сентября 1923 года в селе Вторые Ключики Ординского района Пермского края. Окончил 5 классов. Работал резчиком по камню на заводе в родном селе.
В 1942 году был призван в Красную Армию. На фронте в Великую Отечественную войну с ноября того же года. Воевал в разведке. Участвовал в Сталинградской битве, освобождал Украину. К весне 1944 года гвардии красноармеец Малышев — разведчик 149-го гвардейского стрелкового полка 49-й гвардейской стрелковой дивизии.
8 апреля 1944 года у города Одесса, действуя в составе разведывательной группы, гвардии красноармеец Малышев ликвидировал вражеский пулемет с расчетом и большое количество живой силы противника. 10 апреля в боях на улицах Одессы уничтожил 2-х солдат и 1 захватил в плен.
Приказом от 27 апреля 1944 года гвардии красноармеец Малышев Иван Максимович награждён орденом Славы 3-й степени.
22 октября 1944 года у населенного пункта Кишкунмайша гвардии сержант Малышев с разведчиками обнаружил пулемет врага и уничтожил его, 4-х пехотинцев взял в плен. 28 октября в районе населенного пункта Сегенис-Янош захватил в плен солдата и доставил его на КП полка.
Приказом от 23 ноября 1944 года гвардии сержант Малышев Иван Максимович награждён орденом Славы 2-й степени.
11-12 февраля 1945 года у населенного пункта Самор гвардии старшина Малышев гранатой и огнём из автомата сразил свыше 10 пехотинцев, захватил в плен офицера.
Указом Президиума Верховного Совета СССР от 15 мая 1946 года за исключительное мужество, отвагу и бесстрашие, проявленные в боях с вражескими захватчиками, гвардии старшина Малышев Иван Максимович награждён орденом Славы 1-й степени Стал полным кавалером ордена Славы.
В 1947 году был демобилизован. Вернулся в родное село, работал в колхозе. Скончался в 1993 году.

## Награды
Награждён орденами Отечественной войны 1-й степени, Красной Звезды, Славы 3-х степеней медалями.